# Rubisco

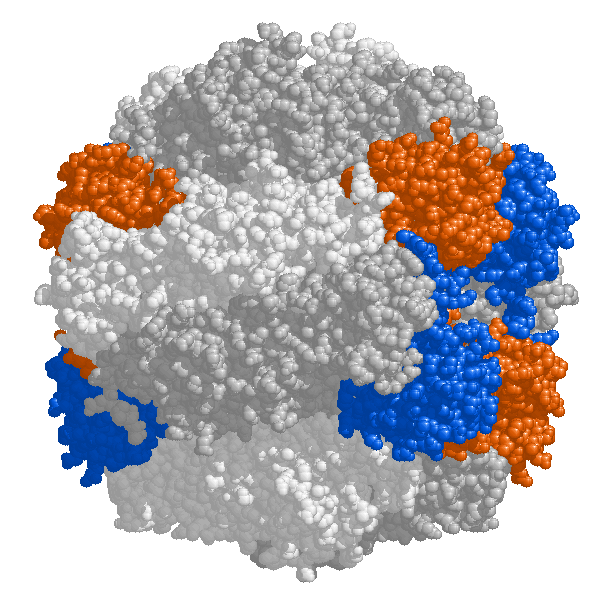
Rubisco

Rubisco, ribulosbisfosfatkarboxylas-oxygenas, är ett enzym som utgör kärnan i calvin-cykeln. Det kombinerar koldioxid med ribulos-1,5-bisfosfat. Den molekyl som bildas sönderdelas därefter mycket snabbt till två stycken 3-fosfoglycerat. Resultatet är alltså att antalet kol i kolhydrater har ökat med ett, det kol som fanns i koldioxidmolekylen.
Rubisco är världens vanligaste enzym och ett av de äldsta. Det fanns för mer än tre miljarder år sedan. Större delen av allt liv på jorden är direkt eller indirekt beroende av solenergi genom den viktiga fotosyntesen och rubisco som gör om solenergin till kemisk energi som används av organismer som energikälla.
Man har forskat om rubisco för att hitta ett mer effektivt sätt att använda den eftersom det finns två stora problem med detta enzym. 
1. Det använder både syrgas och koldioxid som substrat, det förstnämnda ämnet leder till fotorespiration (syrgas förbrukas) och därmed reducerar fotosyntesens (som sker med koldioxid som bränsle) produktivitet.
2. Det är långsamt, producerar endast tre till tio molekyler per sekund. Det kan jämföras med vanliga enzym som producerar närmare tusen molekyler per sekund.

## Struktur
Rubisco hos de flesta växter är uppbyggt av 16 subenheter - 8 stora subenheter (L, 50-55 kDa) och 8 små subenheter (S, 12-18 kDa). De stora subenheterna utgör 4 dimerer (L2) som tillsammans bildar en tunnlik struktur, med de små subenheterna ytterst .